# Francavilla al Mare
Pour les articles homonymes, voir Francavilla.
Francavilla al Mare est une commune de la province de Chieti dans les Abruzzes en Italie, au sud de Pescara.

## Administration
| Période                                  | Période  | Identité          | Étiquette     | Qualité |
| ---------------------------------------- | -------- | ----------------- | ------------- | ------- |
| 27 mai 2003                              | En cours | Roberto Angelucci | Centro-Destra |         |
| Les données manquantes sont à compléter. |          |                   |               |         |

### Hameaux
Arenaro, Cese, Cetti San Biagio, Coderuto, Fontechiaro, Piane, Piane di Vallebona, Piattelli, Pretaro, Quercia Notar Rocco, San Giovanni, Santa Cecilia, Setteventi, Torre Galasso, Valle Anzuca, Villanesi

### Communes limitrophes
Chieti, Miglianico, Ortona, Pescara (PE), Ripa Teatina, San Giovanni Teatino, Torrevecchia Teatina

## Personnalités
- Antonio Russo
- Giorgio Vizzardelli, tueur en série y est né en 1922